# Angelika Kallwass

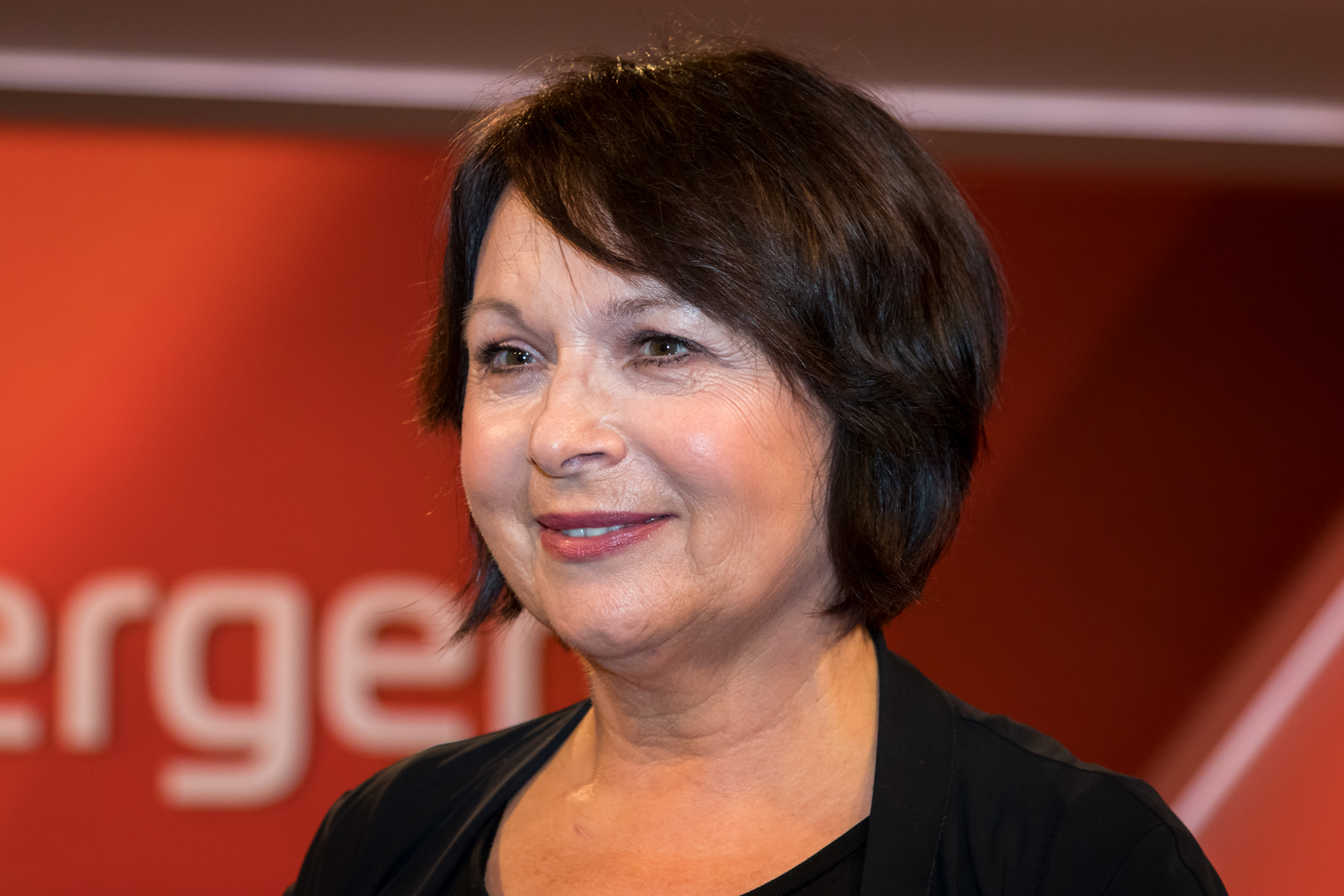
Angelika Kallwass (2017)

Angelika Bergmann-Kallwass (* 31. Oktober 1948 in Köln) ist eine deutsche Fernsehmoderatorin und Psychotherapeutin.

## Leben
Nach dem Abitur studierte Angelika Kallwass Psychologie sowie Wirtschafts- und Sozialwissenschaften und schloss die Studiengänge mit einem Diplom ab. Sie absolvierte zusätzlich Ausbildungen in Bibliodrama, Psychodrama, Psychoanalyse, Aggressionstraining und Bioenergetik. Kallwass war Dozentin in der Deutschen Angestellten-Akademie und arbeitete als Leiterin einer sozialen Einrichtung und Tagesklinik.
Angelika Kallwass arbeitet in ihrer eigenen Praxis als Psychologin und ist Geschäftsführerin des Modeunternehmens Gesine Moritz in Köln.
Bekannt wurde sie vor allem durch die Pseudo-Reality-Show Zwei bei Kallwass, die seit dem 5. November 2001 regelmäßig im Programm von Sat.1 lief. In der Sendung stellten Laiendarsteller Konflikte dar, die mit Hilfe der Psychologin gelöst wurden. 2013 wurde die Sendung in Kallwass greift ein! umbenannt. Die Ausstrahlung dieser Sendung wurde jedoch am 8. März 2013 eingestellt.
2010 hatte Angelika Kallwass in dem Parodie-Film C.I.S. – Chaoten im Sondereinsatz einen Cameo-Auftritt. In der achten Staffel von Niedrig und Kuhnt – Kommissare ermitteln, der Episode Im Schatten der Schwester, welche im April 2010 lief, hatte sie einen Gastauftritt.
Ein Großvater von Angelika Kallwass, polnischer Herkunft und jüdischer Abstammung, wurde im Holocaust von den Nationalsozialisten ermordet. In der Sendung Anne Will sprach sich Kallwass als bekennende Atheistin gegen rituelle Beschneidungen aus, die sie als traumatisierende Körperverletzung bezeichnet.
2013 moderierte sie den 2. Deutschen Humanistentag in den Fliegenden Bauten Hamburg.
Im Jahr 2015 erschien im Bastei Lübbe Verlag ihr Buch Was am Ende zählt: Mein Umgang mit dem Tod. Für ein erfülltes Leben, in dem sie von ihrer Vergangenheit, ihrer Familie und ihren Ansichten zum Thema Tod erzählt. Sie selbst las auch das dazugehörige Hörbuch ein.
Seit Dezember 2016 ist sie Botschafterin für den Verein intaktiv e. V., der sich gegen rituelle Beschneidung ausspricht.
Angelika Kallwass war mit dem Juristen und Psychologen Wolfgang Kallwass (1929–2018) verheiratet und hat zwei Töchter.

## Veröffentlichungen
- Verbotene Gefühle – Rache, Neid und Eifersucht, mit Caroline Rusch. Kreuz-Verlag, Stuttgart 2004, ISBN 3-7831-2367-4.
- Leben mit Liebe – Sexualität in der Partnerschaft, mit Caroline Rusch. Kreuz-Verlag, Stuttgart 2004, ISBN 3-7831-2368-2.
- Stark gegen die Angst, mit Caroline Rusch. Kreuz-Verlag, Stuttgart 2004, ISBN 3-7831-2450-6.
- Das Burnout-Syndrom. Wir finden einen Weg,  mit Caroline Rusch. Kreuz-Verlag, Stuttgart 2005, ISBN 3-7831-2513-8.
- Was am Ende zählt: Mein Umgang mit dem Tod. Für ein erfülltes Leben. Bastei Lübbe, Köln 2015, ISBN 978-3-7857-2550-4. (Auch 2015 als Hörbuch mit ISBN 978-3-95471-437-7 bei abod erschienen)